# 四川外国語大学
四川外国語大学（しせんがいこくごだいがく、ピンイン：Sìchuān Wàiguóyǔ Dàxué、英語: Sichuan International Studies University）は、中国重慶市沙坪垻区壮志路33号に本部を置く中国の公立大学である。1950年に設置された。大学の略称は四川外大（しせんがいだい）、川外（せんがい）などで、英語ではSISU（シーシュー）と呼ばれる。

## 概観
四川外国語大学は中国重慶市に位置し、中華人民共和国教育部に認定された公立（重慶市立）全日制一般本科大学であり、学士から修士、博士までの人材育成システムを備え、中国西南地区における外国語と対外国人材育成以及外国言語文化、国際経済貿易、国際問題研究など分野をわたる重要な基地の1つである。
2013年末現在、四川外国語大学の敷地面積は1077.8ムーで、校舎面積は449054平米、教学研究機器設備資産額は10562.22万元、学生1人当りの教学研究機器設備資産額は6519.63元に達している。図書館の蔵書数は91.5万冊。

## 組織構成
2023年2月現在、四川外国語大学は22の学院・系(学部)からなっており、53の本科専攻を開設している。学生数は17000人、専任教師は901人。学部・学院の一覧は下記通り。
- 英語学院
  - 英語言語文学専攻
  - 英語言語学専攻
  - 英＝中翻訳専攻
  - 英語教育専攻
  - 英語圏の国・地域専攻
- 翻訳学院
- ビジネス英語学院
  - ビジネス英語専攻
  - ビジネス英語専攻（中-豪ジョイントプログラム）
  - ビジネス英語+国際経済と貿易（ダブルディグリー）
- フランス語学院
- ドイツ語学院
- 日本語学院
- ロシア語学院
- 西方言語文化学院（重慶非通用語学院）
  - スペイン語専攻
  - ポルトガル語専攻
  - イタリア語専攻
  - ハンガリー語専攻
  - ポーランド語専攻
  - チェコ語専攻
  - ルーマニア語専攻
  - ウクライナ語専攻
- 東方言語文化学院（重慶非通用語学院）
  - アラビア語専攻
  - 朝鮮語（韓国語）専攻
  - ベトナム語専攻
  - タイ語専攻
  - ヘブライ語専攻
  - ヒンディー語専攻
  - ビルマ語専攻
  - トルコ語専攻
  - マレー語専攻
- 国際関係学院
  - 外交学専攻
  - 国際政治専攻
- 中国言語文化学院
  - 中国語国際教育専攻
  - 中国語言語文学専攻
- 新聞伝播学院（重慶国際伝播学院）
  - 新聞学専攻
  - ネットワークとニューメディア専攻
  - 広告学専攻
  - 放送テレビ学専攻
  - アナウンサーと司会専攻
  - 脚本・コンテンツ制作専攻
  - 国際ニュースと伝播専攻
- 国際工商学院
  - 財務管理専攻
  - 監査専攻
  - E-コマース専攻
  - 物流管理専攻
  - 観光管理専攻
  - ビッグデータ管理と応用専攻
  - 航空サービスと管理専攻
  - 人材マネジメント専攻
- 国際金融貿易学院
  - 国際経済貿易専攻
  - 金融専攻
  - 金融テクノロジー専攻
  - デジタル経済学専攻
- 国際教育学院
  - 教育学専攻
  - 学前教育（師範）専攻
  - 小学教育（師範）専攻
- 法学与社会学院
  - 社会学専攻
  - ソーシャルワーク専攻
  - 法学専攻
- マックス主義学院
- 言語知能学院（通識教育学院）
- 体育部
- 国際学院（元：留学生部）
- 出国研修部
- ネットワーク教育と継続教育学院

### 略歴
- 1950年3月 - 中共中央のロシア語幹部育成の指示を受け、西南軍区は露文訓練団の設立を決定。
- 1950年4月 - 四川外国語大学の前身である中国人民解放軍西南軍政大学露文訓練団が創設される。
- 1951年1月 - 中国人民解放軍西南軍政大学は中国人民解放軍第二高級歩兵学校に改組され、露文訓練団は中国人民解放軍第二高級歩兵学校付設露文大隊に改名。
- 1952年6月 - 政務院及び中央軍事委員会は露文大隊を軍隊から地方政府へ移管する事を決定し、西南露文専科学校への拡張を準備開始。
- 1953年5月21日 - 西南露文専科学校が発足。
- 1954年10月 - 西南高等教育管理局の撤廃に伴い、中央高等教育部に管理される。
- 1959年5月25日 - 四川省人民委員会は露文専科学校を四川外語学院に拡張する事を決定。英語専攻科を増設し、四川外語学院が発足。のちにフランス語専攻科、ドイツ語専攻科を増設。
- 1970年11月30日 - 廃校された西南政法学院の歌楽山キャンパスへ移転。
- 1972年4月 - 6年ぶりに学生募集を再開。
- 1975年 - 日本語学部を増設。
- 1982年2月6日 - 大学院生を募集開始。
- 1997年 - 重慶市が四川省を離脱し直轄市になる事に伴い、四川省から重慶市に移管される。
- 2013年4月 - 四川外国語大学に改名。